# Єсенов Шахмардан Єсенович
Шахмардан Єсенович Єсенов (нар. 5 серпня 1927, аул Бала-Бі (селище Тартугай), тепер Чиїлійського району Кизилординської області, Казахстан — 28 вересня 1994, місто Алмати, Республіка Казахстан) — радянський державний діяч, вчений-геолог, президент Академії наук Казахської РСР (1967—1974), міністр геології Казахської РСР. Канидат у члени ЦК КПРС у 1971—1976 роках. Депутат Казахської РСР 6—9-го, 12-го скликань. Депутат Верховної ради СРСР 8-го скликання. Доктор геолого-мінералогічних наук (1970), професор (1970). Академік Академії наук Казахської РСР (з 1967). 

## Життєпис
Походив з роду бултин кипшак Середнього жуза. У 1944 році закінчив педагогічний технікум в місті Кизил-Орді.
У 1949 році закінчив Казахський гірничо-металургійний інститут, гірничий інженер-геолог. 
У 1949—1957 роках — інженер-геолог геологорозвідувального загону, старший геолог Джезказганської геологорозвідувальної партії.
Член КПРС з 1956 року.
У 1957—1960 роках — головний геолог, головний інженер Джезказганської геологорозвідувальної партії (комплексної геологорозвідувальної експедиції).
У 1960—1961 роках — заступник міністра геології Казахської РСР.
У 1961—1964 роках — міністр геології і охорони надр Казахської РСР.
У 1964—1965 роках — голова Державного виробничого геологічного комітету Казахської РСР.
У липні 1965 — 1967 року — заступник голови Ради міністрів Казахської РСР.
У лютому 1967 — квітні 1974 року — президент Академії наук Казахської РСР. Одночасно у 1967—1974 роках — директор Інституту геологічних наук Академії наук Казахської РСР. З 1972 року — голова Комітету з Державних премій Казахської РСР в області науки і техніки.
У 1970 році захистив в Москві дисертацію на здобуття наукового ступеня доктора геолого-мінералогічних наук із геології, металогенії та методики пошуків і розвідки родовищ типу мідистих піщаників (жезгазганского типу).
Одночасно 11 квітня 1967 року — 13 серпня 1974 року — голова Верховної ради Казахської РСР.
У 1974—1978 роках — міністр геології Казахської РСР.
У 1978—1994 роках — професор, завідувач кафедри Казахського політехнічного інституту.
У 1983 році закінчив факультет підвищення кваліфікації Московського геологорозвідувального інституту.
Помер 28 вересня 1994 року в місті Алмати.

## Основні наукові праці
- Методика пошуків і розвідки родовищ родусит-азбесту. Алма-Ата, 1965, (співавтор)
- Геологічна карта Казахської РСР. Ленінград, 1965.
- Геолого-структурні особливості і методика розвідки Джезказганського рудного поля. Алма-Ата, 1968.
- Надра Казахстану. Алма-Ата, 1968, (співавтор)
- Проблеми геології Казахстану. Алма-Ата, 1968.
- Науково-технічний прогрес у народному господарстві Казахської РСР. Алма-Ата, 1972.
- Наука і природні ресурси Казахстану. Алма-Ата, 1972.
- Нафто-нафтові науки. Гур'єв, 1989

## Родина
Дружина — Карабалаєва (Єсенова) Хаміла. Троє синів та дочка.

## Нагороди
- два ордени Леніна
- медалі
- дві Почесні грамоти Президії Верховної ради Казахської РСР
- Ленінська премія (1966) — за відкриття нафтових родовищ на Мангишлаці.
- Державна премія Казахської РСР (1972)
- Премії Академії наук Казахської РСР імені Валіханова (1971)